# Pararge fania
Pararge fania är en fjärilsart som beskrevs av Arthur Francis Hemming 1933. Pararge fania ingår i släktet Pararge och familjen praktfjärilar. Inga underarter finns listade i Catalogue of Life.